# Oak Ridge (condado de Kaufman, Texas)
Oak Ridge es un pueblo ubicado en el condado de Kaufman en el estado estadounidense de Texas. En el Censo de 2010 tenía una población de 495 habitantes y una densidad poblacional de 50,61 personas por km².

## Geografía
Oak Ridge se encuentra ubicado en las coordenadas 32°37′23″N 96°14′58″O / 32.62306, -96.24944. Según la Oficina del Censo de los Estados Unidos, Oak Ridge tiene una superficie total de 9.78 km², de la cual 9.65 km² corresponden a tierra firme y (1.38%) 0.13 km² es agua.

## Demografía
Según el censo de 2010, había 495 personas residiendo en Oak Ridge. La densidad de población era de 50,61 hab./km². De los 495 habitantes, Oak Ridge estaba compuesto por el 83.03% blancos, el 10.91% eran afroamericanos, el 1.21% eran amerindios, el 0% eran asiáticos, el 0% eran isleños del Pacífico, el 3.84% eran de otras razas y el 1.01% pertenecían a dos o más razas. Del total de la población el 8.08% eran hispanos o latinos de cualquier raza.